# Ipu (Ceará)
Ipu è un comune del Brasile nello Stato del Ceará, parte della mesoregione del Noroeste Cearense e della microregione di Ipu.